# Dolno pole
Dolno pole (bulgariska: Долно поле) är ett distrikt i Bulgarien.   Det ligger i kommunen Obsjtina Stambolovo och regionen Chaskovo, i den södra delen av landet, 230 km sydost om huvudstaden Sofia.
Trakten runt Dolno pole består till största delen av jordbruksmark. Runt Dolno pole är det glesbefolkat, med 9 invånare per kvadratkilometer.